# Bassercles
Bassercles ist eine französische Gemeinde mit 154 Einwohnern (Stand 1. Januar 2022) im Département Landes in der Region Nouvelle-Aquitaine (vor 2016: Aquitanien). Sie gehört zum Arrondissement Dax und zum Kanton Coteau de Chalosse.
Der Name in der gascognischen Sprache lautet Baserca oder Basserclas. Er ist zusammengesetzt aus einem Element, der aus dem gascognischen Wort Vath (deutsch Tal) abgeleitet ist, und einem Suffix, der aus dem gascognischen Wort Circu (deutsch Kreis) abgeleitet ist. Diese Bezeichnung stimmt mit der Topografie der Gemeinde in einem halbrunden Tal überein.
Die Einwohner werden Basserclois und Bassercloises genannt.

## Geographie
Die Gemeinde Bassercles liegt ca. 40 km südöstlich von Dax in der Landschaft Chalosse der historischen Provinz Gascogne an der Grenze zum Département Pyrénées-Atlantiques.
Umgeben wird Bassercles von den Nachbargemeinden:
| Argelos                                           |                                             | Poudenx   |
| Beyries Sault-de-Navailles (Pyrénées-Atlantiques) | Kompassrose, die auf Nachbargemeinden zeigt | Castelner |
|                                                   | Labeyrie (Pyrénées-Atlantiques)             |           |

Bassercles liegt im Einzugsgebiet des Flusses Adour.
Der Ruisseau du Cès, ein Nebenfluss des Luy de France, fließt an der Grenze zur Nachbargemeinde Poudenx entlang.

## Geschichte
In einer Quelle des 13. Jahrhunderts wurde Arnaud d’Ossages de Lapède im Zusammenhang mit dem Dorf an der Grenze zwischen der Chalosse und dem Béarn erwähnt. Es ist bekannt, dass das Zentrum von Bassercles während der Hugenottenkriege durch Truppen unter der Leitung von Hauptmann Arblade verwüstet wurde.

### Einwohnerentwicklung
Nach Beginn der Aufzeichnungen stieg die Einwohnerzahl in der ersten Hälfte des 19. Jahrhunderts auf einen Höchststand von rund 400. In der Folgezeit sank die Größe der Gemeinde bis zur Jahrtausendwende auf rund 110 Einwohner, bevor eine moderate Wachstumsphase einsetzte, die bis heute andauert.
| Jahr                       | 1962 | 1968 | 1975 | 1982 | 1990 | 1999 | 2010 | 2021 |
| -------------------------- | ---- | ---- | ---- | ---- | ---- | ---- | ---- | ---- |
| Einwohner                  | 163  | 150  | 143  | 122  | 120  | 122  | 118  | 154  |
| Quellen: Cassini und INSEE |      |      |      |      |      |      |      |      |

## Sehenswürdigkeiten

### PfarrkircheNotre-Dame-de-l’Assomption
Die Mariä Aufnahme in den Himmel gewidmete Kirche gehörte im Mittelalter zum Erzpriestertum von Sault-de-Navailles. Von dem ersten Gebäude, das am Ende des 11. und zu Beginn des 12. Jahrhunderts errichtet wurde, sind noch einzelne Elemente der halbrunden Apsis, die mit Strebepfeilern abgesichert ist, und zwei Kapitelle vorhanden, die heute in der Mauer des Friedhofs eingearbeitet sind. Die Kapitelle haben vermutlich einstmals den Bogen des Eingangs der Kirche getragen. Eines zeigt dämonenhafte Tiere, das andere den Erzengel Michael wie er den Drachen tötet.
Am Langhaus, das im 15. oder im 15. Jahrhundert neu gebaut wurde, wurde im 18. Jahrhundert an der Nordseite ein Seitenschiff mit einer Länge von zwei Jochen zugefügt. Der Glockenturm mit seinen Klangarkaden wurde zwischen 1875 und 1877 vom Bauunternehmer Bertrière nach Plänen des Architekten Charles Relinger als Verlängerung des Langhauses gebaut. Umfangreiche Restaurierungen sind im 20. und im 21. Jahrhundert vorgenommen. 1987 und 1988 ist der Putz im Inneren der Apsis entfernt worden und 2004 wurde ein neues, sichtbares Balkenwerk über dem Langhaus eingezogen. Das Dach der Kirche ist mit Ziegeln gedeckt mit Ausnahme des Turmhelms, der mit Schiefer gedeckt ist.
Ein Glasfenster mit dem Motiv der Verkündigung des Herrn ist ein Werk des Glasmalers J. Vosch aus Montreuil (Département Seine-Saint-Denis) aus dem Jahr 1938. Drei andere Glasfenster mit Motiven der Unbefleckten Empfängnis, der Übergabe des Rosenkranzes an den heiligen Dominikus und der Darstellung der Heiligen Familie sind Werke des Glasmalers Jacques Leuzy aus Moissac (Département Tarn-et-Garonne) aus dem Jahr 1954.
Der Hauptaltar im Rocaille-Stil misst 95 cm in der Höhe und 2,44 m in der Breite und ist mit einem Dekor aus Flachreliefs versehen. Auf seiner Vorderseite ist in einem Medaillon das Herz Jesu zu erkennen, das in Flammen steht und von einem Kreuz überragt wird. Ringsum verschönern Palmen und Voluten das Bild, über dem zwei Cherubinen angeordnet sind. Rosengirlanden verbinden das Medaillon mit den Ecken des Altars, die ebenfalls mit Cherubinen verziert sind. Die Datierung des Werks ist nicht gesichert, es sollte allerdings nach 1765 entstanden sein, als das Motiv des Herzens Jesu durch Papst Clemens XIII. autorisiert wurde. Das Holz des Altars war ursprünglich bemalt, wurde aber in den 1980er Jahren gebeizt und gewachst.
Vier Gemälde in naiver Ausführung sind Werke des Malers F. Zeiller aus der Nachbargemeinde Beyries. Sie stammen aus den Jahren 1945, 1954 und 1955 und illustrieren Mariä Aufnahme in den Himmel, inspiriert von einem Gemälde von Peter Paul Rubens, die Taufe Jesu, Christus, der einen vor ihm knienden Heiligen segnet, möglicherweise den Apostel Petrus, und Maria mit Jesuskind, eine Kopie des Gemäldes von Leonardo da Vinci, das in der Eremitage aufbewahrt wird.
Das Ehrenmal für die Gefallenen befindet sich in Bassercles in der Pfarrkirche. Es handelt sich um eine kleine Skulptur aus Gips des Bildhauers Jean-Charles Desvergnes (1860–1928). Ein Soldat in Uniform mit gefalteten Händen und gekreuzten Beinen lehnt sich gegen eine Stele, die mit der Liste der im Ersten Weltkrieg gefallenen Soldaten der Gemeinde mit ihren Namen, ihren Alter, den Sterbeorten und den Sterbedaten versehen ist. Darüber und dahinter hält eine weibliche Allegorie von größerer Länge auf den Sieg einen Lorbeerkranz über den Soldaten. Auf dem Sockel des Denkmals ist eine zusätzliche Tafel für drei Soldaten angebracht, die im Zweiten Weltkrieg gefallen sind.

## Wirtschaft und Infrastruktur
Händler und Handwerker bestimmen den Puls der Gemeinde.

### Sport und Freizeit
Ein Rundweg mit einer Länge von 19 km führt ohne Höhenunterschied durch die Gemeindegebiete von Argelos, Bassercles und Beyries.

### Verkehr
Bassercles ist erreichbar über die Routes départementales 56, 376, 450 und 458.